# Новое Гостилово
Новое Гостилово — деревня в Большесельском районе Ярославской области России. 
В рамках организации местного самоуправления входит в Благовещенское сельское поселение, в рамках административно-территориального устройства — в Благовещенский сельский округ.

## География
Расположена в 57 километрах к северо-западу от Ярославля и в 10 километрах к северу от райцентра, села Большое Село. 

## Население
| 2007 | 2010 |
| ---- | ---- |
| 255  | ↘231 |

Согласно результатам переписи 2002 года, в национальной структуре населения русские составляли 98 % из 254 жителей.